# Mentana
Mentana é uma comuna italiana da região do Lácio, província de Roma, com cerca de 15 239 habitantes. Estende-se por uma área de 24 km², tendo uma densidade populacional de 635 hab/km². Faz fronteira com Fonte Nuova, Monterotondo, Palombara Sabina, Roma, Sant'Angelo Romano.
Perto de Mentana ocorreu em 1867 a Batalha de Mentana.

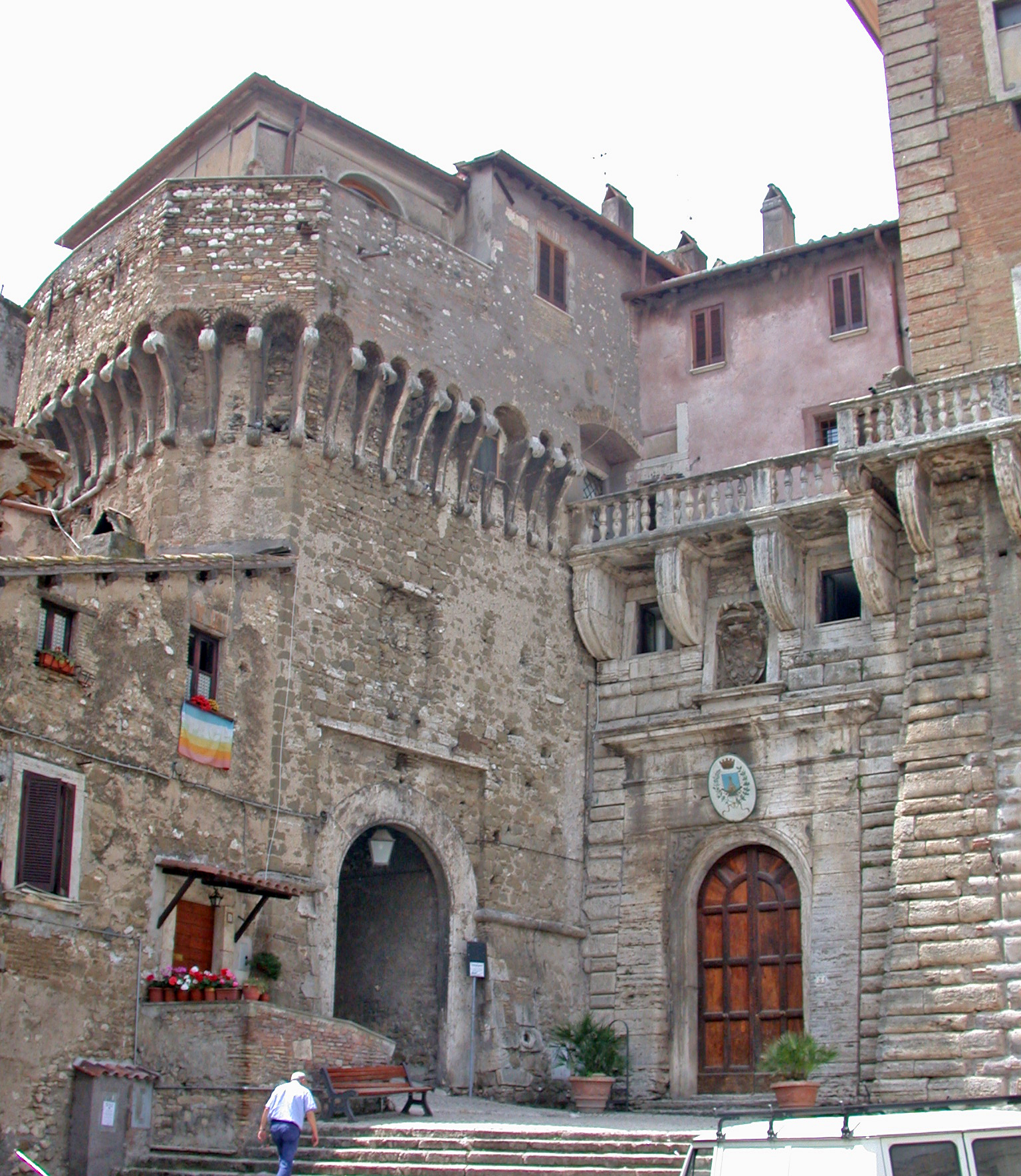
Entrada do castelo de Mentana
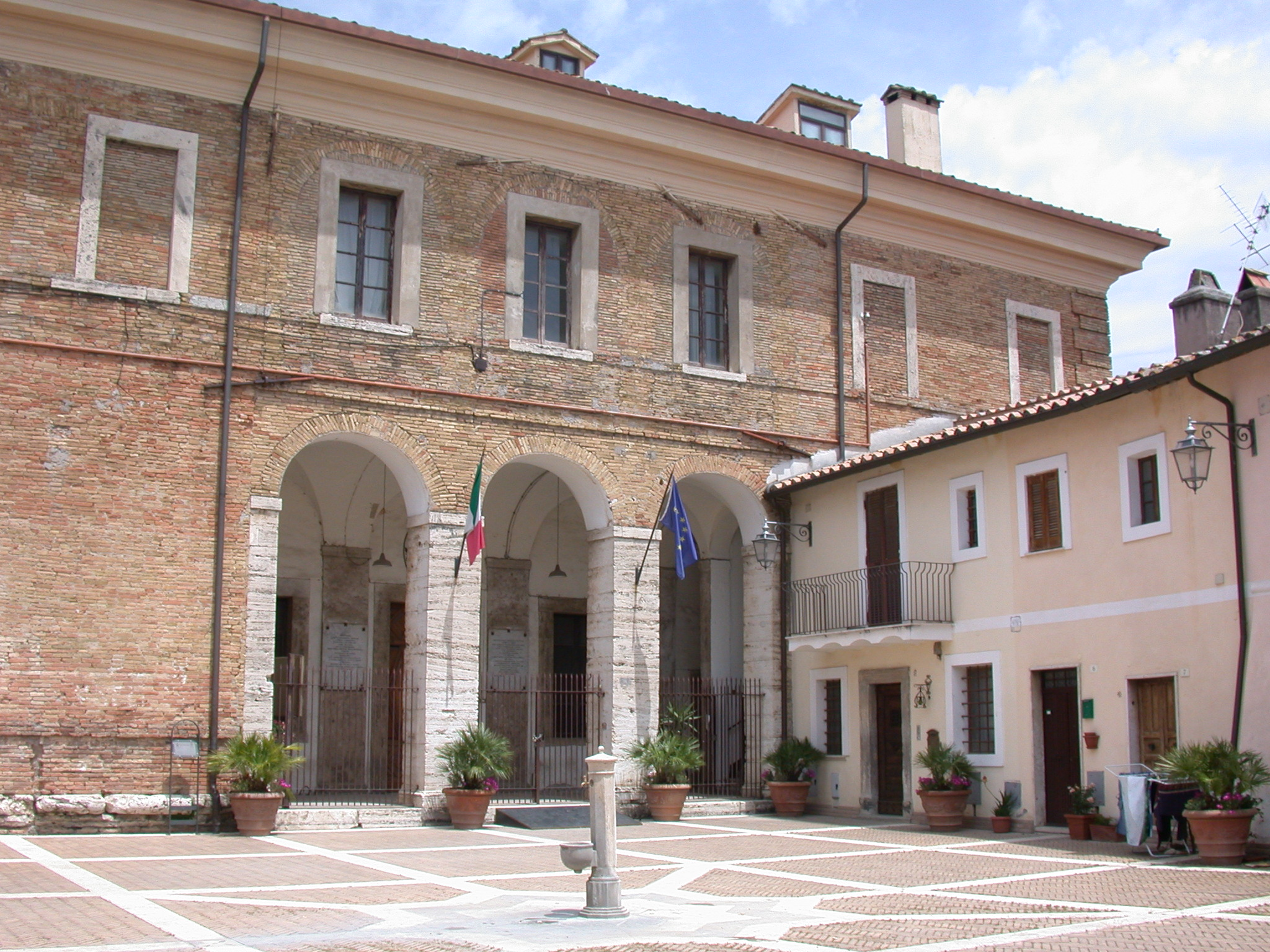
Parte interior do castelo

## Demografia
| Variação demográfica do município entre 1861 e 2011                               |
|                                                                                   |
| Fonte: Istituto Nazionale di Statistica (ISTAT) - Elaboração gráfica da Wikipedia |